# بدفورد (نیوهمپشایر)
بدفورد، نیوهمپشایر (به انگلیسی: Bedford, New Hampshire) یک شهرک در ایالات متحده آمریکا است که در شهرستان هیلزبرو، نیوهمپشایر واقع شده‌است.

## خصوصیات
بدفورد ۸۵٫۸ کیلومترمربع مساحت و ۲۱٬۲۰۳ نفر جمعیت دارد و ۹۴ متر بالاتر از سطح دریا واقع شده‌است.